# Lewan (król Kachetii)
Lewan (ur. 1503, zm. 1574) – król Kachetii od ok. 1518-1519 do śmierci.

## Życiorys
Był synem króla Kachetii Jerzego II i jego małżonki Heleny Irubakidze-Czolokaszwili. Jego ojciec dokonał w 1512 najazdu na Kartlię, pragnąc zjednoczyć pod swoim panowaniem ziemie wschodniej Gruzji, został jednak pokonany i zamordowany w więzieniu przez króla Kartlii Dawida X. Jego żona i syn zostali wyjęci spod prawa. Ukryli się w zamku krewnego królowej, Garsewane Czolokaszwilego, następnie małoletni Lewan ukrywał się przed pościgiem Dawida X w zamku Oczonisi. Król Kartlii zarzucił poszukiwania chłopca, gdyż wybuchła wojska persko-turecka, w której obie strony starały się m.in. o opanowanie ziem gruzińskich. 
Ok. 1518 lub 1519 małoletni Lewan dzięki wsparciu perskiemu został koronowany na króla Kachetii. W 1520 Dawid X zaatakował armię Lewana w Magnari i zarzucił oblężenie twierdzy dopiero wtedy, gdy musiał odeprzeć najazd turecki na Samcche. Gdy ponownie podjął próbę podporządkowania sobie Kachetii, został pokonany w bitwie pod Signagi.
W 1521 Lewan sprzymierzył się z szamchalem tarkowskim Karamusalem i zorganizował wspólnie z nim ekspedycję przeciwko Hasanowi bejowi, wasalowi perskiemu rządzącemu Şəki. Po zdobyciu miasta Hasan bej został zabity. W odpowiedzi szach Isma'il zorganizował ekspedycję karną do Kachetii i zniszczył jej stolicę Gremi. Król Lewan musiał uznać zwierzchnictwo perskie.
W 1538 przystąpił do antyperskiego sojuszu trzech władców państw gruzińskich razem z królem Kartlii Luarsabem I i królem Imeretii Bagratem III. Pod wrażeniem ekspedycji karnej, jaką szach Tahmasp wysłał do Kartlii, m.in. paląc Tbilisi, Lewan w 1541 porzucił sojuszników i od tej pory zachowywał lojalność wobec Persji. W rezultacie w Kachetii przez kolejne pięć dekad panował pokój. Lewan na czele sił gruzińskich walczył po stronie perskiej w wojnie z Imperium Osmańskim, w 1551 odbijając z rąk tureckich Şəki. Osiem lat później Lewan zgodził się ponownie sprzymierzyć z Kartlią przeciwko Persji, wspólnie z królem Kartlii Szymonem dokonując ataku na okupowane przez Persów Tbilisi. Atak zakończył się jednak niepowodzeniem, a władca Kachetii ponownie wycofał się z działań przeciwko Persji. Szach nie skierował do Kachetii ekspedycji karnej, lecz w kolejnych latach oderwał od królestwa te obszary, które zamieszkiwała ludność niegruzińska, zwłaszcza muzułmanie. Lewan musiał również wysłać swojego młodszego syna Jesego do Kazwinu w charakterze zakładnika.
Licząc na to, że wsparcie rosyjskie pomoże Kachetii wyzwolić się spod dominacji muzułmańskich sąsiadów, w 1563 król Lewan skierował posłów do Moskwy, lecz pomoc Iwana IV Groźnego okazała się krótkotrwała. Wzniesiona przez Rosjan twierdza nad Terekiem została zniszczona, a zajęty wojną nad Bałtykiem car nie okazał więcej zainteresowania sprawom Kachetii. 

## Rodzina
Lewan miał kolejno dwie żony. Pierwszą była księżniczka gurijska Tinatin. Małżeństwo to zakończyło się rozwodem na żądanie żony, gdyż Lewan prowadził rozwiązły tryb życia i regularnie zdradzał królową z prostytutkami. Tinatin za pieniądze wniesione w posagu ufundowała monaster Szuamta, gdzie następnie sama zamieszkała. Ze związku tego przyszło na świat sześciu synów, m.in.
- Jerzy, który zginął w 1559 pod Tbilisi,
- Jese, po przejściu na islam Isa-chan,
- Aleksander, który po śmierci ojca został królem Kachetii,
- Mikołaj, mnich prawosławny, następnie katolikos-patriarcha Gruzji.

Drugą żoną Lewana była nieznana z imienia córka szamchala tarkowskiego, która urodziła mu kolejnych synów, m.in.  El Mirzę i Dawida.
Jedna z córek króla Lewana, Nestan-Daredżan, wyszła za mąż za króla Kartlii Szymona I.